# Albert Loefgren
Johan Albert Constantin Loefgren (Stoccolma, 11 settembre 1854 – Rio de Janeiro, 30 agosto 1918) è stato un botanico svedese.

## Biografia
Nel 1891, il presidente dello stato di Almeida, diede ad Alberto Löfgren l'incarico di organizzare la collezione del Museo Paulista, designandolo direttore del Museo di Stato recentemente creato.
Nel 1913 chiese al Ministero dell'Agricoltura di creare un Parco Nazionale a Itatiaia. Nello stesso anno, il parco nazionale ricevette l'appoggio di dati geologici, botanici e geografici in una conferenza tenuta presso la Società di Geografia di Rio de Janeiro.

## Pubblicazioni
- 1908. Lagoa Santa: Contribuição para a geographia phytobiologica. Belo Horizonte